# Гайнц Флое
Гайнц Флое (нім. Heinz Flohe, нар. 28 січня 1948, Ойскірхен — пом. 15 червня 2013, Ойскірхен) — німецький футболіст, що грав на позиції півзахисника.
Виступав, зокрема, за клуб «Кельн», а також національну збірну Німеччини.
Чемпіон Німеччини. У складі збірної — чемпіон світу. 

## Клубна кар'єра
У дорослому футболі дебютував 1966 року виступами за команду клубу «Кельн», в якій провів тринадцять сезонів, взявши участь у 329 матчах чемпіонату. Більшість часу, проведеного у складі «Кельна», був основним гравцем команди.
Завершив професійну ігрову кар'єру у клубі «Мюнхен 1860», за команду якого виступав протягом 1979—1980 років.
Помер 15 червня 2013 року на 66-му році життя у місті Ойскірхен.

## Виступи за збірну
У 1970 році дебютував в офіційних матчах у складі національної збірної Німеччини. Протягом кар'єри у національній команді, яка тривала 9 років, провів у формі головної команди країни 39 матчів, забивши 8 голів.
У складі збірної був учасником чемпіонату світу 1974 року у ФРН, здобувши того року титул чемпіона світу, чемпіонату Європи 1976 року в Югославії, де разом з командою здобув «срібло», а також чемпіонату світу 1978 року в Аргентині.

## Титули і досягнення
- Чемпіон Німеччини (3):

«Кельн»: 1968, 1977, 1978
- Володар Кубка ФРН (3):

«Кельн»: 1968, 1977, 1978
Збірні
- Чемпіон світу (1): 1974
- Віце-чемпіон Європи: 1976